# Liste der Naturdenkmäler im Landkreis Pfaffenhofen an der Ilm
Die Liste der Naturdenkmäler im Landkreis Pfaffenhofen an der Ilm nennt die Naturdenkmäler in den Städten und Gemeinden im Landkreis Pfaffenhofen an der Ilm in Bayern.
Nach Art. 51 Abs. 1 Nr. 4 BayNatschG ist das Landratsamt des Landkreises Pfaffenhofen für den Erlass von Rechtsverordnungen über Naturdenkmäler (§ 28 BNatSchG) zuständig.

## Naturdenkmäler
Im Landkreis Pfaffenhofen an der Ilm gibt es 51 Naturdenkmäler (Stand: April 2021).
| Bild                                                  | Nummer | Bezeichnung                     | Ort / Ortsteil                      | Lage | Bemerkung |
| ----------------------------------------------------- | ------ | ------------------------------- | ----------------------------------- | --- | --- |
| BW                                                    |        | Eiche                           | Jetzendorf / Volkersdorf            | ⊙ am westlichen Ortsrand von Volkersdorf, nördlich der Hilgertshausener Straße                                                        | |
|                                                       |        | Linde                           | Jetzendorf / Eck                    | Eck liegt nordwestlich des Hauptorts.                                                                                                 | |
| BW                                                    |        | 2 Eichen                        | Pörnbach, Raitbach                  | ⊙ südöstlich von Raitbach am Sträßchen nach Straßhof                                                                                  | |
| BW                                                    |        | Linde                           | Scheyern / Triefing                 | ⊙ in Triefing an der Langwaider Straße, unweit südlich der Kreuzung (provisorische Koordinatenangabe)                                 | |
| BW                                                    |        | Linde                           | Scheyern / Euernbach                | ⊙ im Ortszentrum, zwischen Kirche, Schloss und Pfaffenhofener Straße 18 (provisorische Koordinatenangabe)                             | |
| weitere Bilder                                        | 8      | 2 Eichen                        | Pfaffenhofen / Niederscheyern       | ⊙ Kornstraße, etwa 50 m westlich der Kirche                                                                                           | seit 1932 oder 1939 als Naturdenkmal ausgewiesen |
| weitere Bilder                                        | 10     | 3 Eichen                        | Pfaffenhofen / Radlhöfe             | ⊙ Ecke Goetheallee/Scheyerer Straße, östlich von Radlhöfe, am südwestlichen Stadtrand                                                 | seit 1983 oder 1991 als Naturdenkmal ausgewiesen |
|                                                       |        | Linde                           | Schweitenkirchen / Sünzhausen       | | |
| BW                                                    | 12     | Linde                           | Schweitenkirchen / Geisenhausen     | ⊙ südöstlich von Geisenhausen in der Feldflur am Kapellenweg                                                                          | Sommerlinde (Tilia platyphyllos) oder Winterlinde (Tilia cordata), Kapellenlinde. Siehe Foto. |
|                                                       |        | Linde                           | Schweitenkirchen / Gundelshausen    | | |
|                                                       |        | 3 Eichen                        | Wolnzach / Lohwinden                | | |
| BW                                                    |        | Eiche                           | Wolnzach / Eschelbach               | ⊙ Schulstraße, im hinteren Bereich des Eckgrundstücks Don-Bosco-Straße 12                                                             | Stieleiche (Quercus robur), „Pfarrhauseiche“ |
|                                                       |        | Linde                           | Wolnzach / Hirnsberg                | | |
| BW                                                    |        | Weiher an der Panzerwendeplatte | Manching                            | ⊙ nördlich von Manching, zwischen dem Nordufer der Paar und der Kreisstraße PAF 34                                                    | |
|                                                       |        | 8 Eichen, 2 Rüster              | Geisenfeld und(?) Ernsgaden         | Koordinaten fehlen! Hilf mit. | |
| BW                                                    |        | Eichengruppe mit Unterholz      | Geisenfeld                          | ⊙ „Am Hochstarr“ (sic?), nördlich der Straße „Am Hochstadel“, westliches Ilm-Ufer am nordöstlichen Stadtrand                          | Flächenhaftes Naturdenkmal |
| BW                                                    |        | St. Ulrich bei Ainau            | Geisenfeld / Ainau                  | ⊙ östlich der Kirche St. Ulrich an der Dekan-Trost-Straße, westlich außerhalb von Ainau                                               | Nicht näher bezeichnete(r) Laubbaum oder Laubbäume |
| Zwei Linden in Tegernbach                             | 28     | 2 Linden „Kirendl“              | Pfaffenhofen / Tegernbach           | ⊙ bei der Kapelle St. Quirin, genannt „Kirendl“, in Tegernbach                                                                        | Zwei Winterlinden (Tilia cordata) |
| BW                                                    |        | 30 Linden, 2 Ahorne             | Pörnbach                            | ⊙ östlich von Maushof, südlich des Hauptorts                                                                                          | |
| BW                                                    |        | Eichenwäldchen                  | Pörnbach                            | ⊙ nordwestlich von Maushof, südwestlich des Hauptorts                                                                                 | Flächenhaftes Naturdenkmal |
| BW                                                    |        | Kapellenhügel                   | Pörnbach / Puch                     | ⊙ (provisorische Koordinatenangabe)                                                                                                   | Flächenhaftes Naturdenkmal |
| BW                                                    |        | Lindengruppe (4 Stück)          | Pörnbach / Puch                     | ⊙ zwischen Bergring und Langenbrucker Straße in Puch                                                                                  | |
| BW                                                    |        | Erlen-/Weidengruppe             | Pörnbach / Puch                     | ⊙ Ecke Bachstraße/Langenbrucker Straße, am östlichen Ortsrand von Puch                                                                | |
| BW                                                    |        | Eiche                           | Wolnzach / Egg                      | ⊙ im Weiler Egg, südlich des Hauptorts                                                                                                | |
|                                                       |        | Linde                           | Reichertshofen / Langenbruck        | | |
| Umgestürzte und abgestorbene Sankt-Kastl-Linde (2022) |        | St.-Kastl-Linde                 | Reichertshofen / Langenbruck        | ⊙ am östlichen Rand von Sankt Kastl                                                                                                   | Sommerlinde (Tilia platyphyllos), abgestorben, umgestürzt, Totholzbiotop |
| BW                                                    |        | Linde                           | Geisenfeld / Geisenfeldwinden       | ⊙ Kirchenweg, an der Südseite der Kirche                                                                                              | Winterlinde (Tilia cordata), seit 1939 als Naturdenkmal ausgewiesen, nach Sturmschäden (Juli 2007) zurückgeschnitten, der Baum ist weiterhin kräftig und vital mit Neuaustrieben.                                                       |
|                                                       |        | Linde                           | Rohrbach / Fahlenbach               | | |
| weitere Bilder                                        | 43     | Wäldchen (Schleiferberg)        | Pfaffenhofen                        | ⊙ an der Straße „Schleiferberg“ unterhalb der Berufsschule                                                                            | Flächenhaftes Naturdenkmal, durch Verordnung vom 16. August 1941 als Naturdenkmal ausgewiesen, Eichen, Linden, Hainbuchen und Feldahorn.                                                                                                |
|                                                       |        | Eiche                           | Baar-Ebenhausen / Ebenhausen        | Koordinaten fehlen! Hilf mit. | ⊙ Ist dieser Laubbaum (ND laut BayernAtlas) gemeint? – Münchener Straße, Ebenhausen, an der Friedhofsmauer nordwestlich der Kirche St. Martin                                                                                           |
| BW                                                    | 46     | Bruchwald bei Ehrenberg         | Pfaffenhofen / Ehrenberg            | ⊙ etwa 800 m nördlich von Ehrenberg, am westlichen Rand eines Waldstücks, Fl.-Nr. 370/0                                               | Flächenhaftes Naturdenkmal, durch Verordnung vom 20. Januar 1982 als Naturdenkmal ausgewiesen. Im Landschaftsplan der Stadt als „Bruchwald und Feuchtwiese bei Ehrenberg“ bezeichnet.                                                   |
|                                                       |        | Linde                           | Vohburg an der Donau / Oberhartheim | | |
|                                                       |        | 2 Eichen                        | Gerolsbach / Hudlhub                | | |
|                                                       |        | Rotbuche                        | Gerolsbach / Strobenried / Kreuth   | | Rotbuche (Fagus sylvatica) |
| BW                                                    |        | 2 Kapellenlinden                | Hohenwart / Deimhausen              | ⊙ bei (oder südlich?) einer Kapelle, in der Feldflur südwestlich von Deimhausen                                                       | |
| BW                                                    |        | Linde                           | Hohenwart / Klosterberg             | ⊙ an der Ecke Neuburger Straße/St.-Georg-Straße in Klosterberg, nördlich des Hauptorts                                                | |
|                                                       |        | Eiche                           | Gerolsbach / Gröben                 | | |
| BW                                                    |        | Kirchenlinde                    | Hohenwart / Deimhausen              | ⊙ bei der Kirche St. Pantaleon in Deimhausen (Die provisorische Koordinatenangabe bezieht sich auf die Kirche.)                       | |
|                                                       |        | Linde                           | Gerolsbach / Junkenhofen            | | |
| BW                                                    |        | Eiche                           | Hohenwart / Weichenried             | ⊙ Ecke Dorfstraße/Zellerstraße in Weichenried, östlich des Hauptorts                                                                  | |
|                                                       |        | 4 Eichen                        | Gerolsbach / Oberwengen             | | |
|                                                       |        | Baumgruppe (Einzelanordnung)    | Hohenwart / Thierham                | Koordinaten fehlen! Hilf mit. | ⊙ Der BayernAtlas verzeichnet in Thierham nur ein Naturdenkmal am östlichen Ende der Fliederstraße, zwischen Ahornstraße und Regensburger Straße. Das ist (nach Luftbild) wohl ein Einzelbaum. Thierham liegt südöstlich des Hauptorts. |
|                                                       |        | Eiche                           | Reichertshausen / Lausham           | Koordinaten fehlen! Hilf mit. | ⊙ Ist dieser Laubbaum in der Feldflur nördlich von Lausham gemeint? |
|                                                       |        | 2 Eichen                        | Münchsmünster                       | an der Straße „Mösl“, östlich der Kirche St. Sixtus                                                                                   | |
|                                                       |        | Eiche                           | Münchsmünster                       | Tassilostraße | |
| BW                                                    |        | Eiche                           | Münchsmünster / Mitterwöhr          | ⊙ Ecke Eichenweg/Vohburger Straße, am nordwestlichen Ortsrand von Mitterwöhr                                                          | |
|                                                       |        | Linde                           | Baar-Ebenhausen                     | Koordinaten fehlen! Hilf mit. | ⊙ Ist dieser Laubbaum (ND laut BayernAtlas) gemeint? – Münchener Straße, Ebenhausen, an der Friedhofsmauer nordwestlich der Kirche St. Martin                                                                                           |
|                                                       |        | Eiche                           | Scheyern / Grainstetten             | Koordinaten fehlen! Hilf mit. | |
| BW                                                    |        | Linde                           | Gerolsbach / Schachach              | ⊙ auf der Straßenkreuzung vor Haus Nr. 1 in Schachach, das ist am nordwestlichen Rand dieses südöstlich des Hauptorts gelegenen Dorfs | |
| BW                                                    |        | Eiche                           | Reichertshausen / Ilmberg           | ⊙ nördlich der Kirche am Rand des Weilers Ilmberg, südwestlich des Hauptorts                                                          | Stieleiche (Quercus robur) mit einer der größten bekannten (Eichen-)Kronen in Deutschland |